# Fundația Surselor Geospațiale Deschise (OSGeo)
Fundația Geospațială Open Source ( OSGeo ), este o organizație non-guvernamentală non-profit a cărei misiune este de a sprijini și promova dezvoltarea colaborativă a tehnologiilor și datelor geospațiale deschise. Fundația a fost înființată în februarie 2006 pentru a oferi sprijin financiar, organizațional și juridic comunității mai largi libere și open-source geospațiale. De asemenea, servește ca entitate juridică independentă la care membrii comunității pot contribui cu cod, finanțare și alte resurse.
OSGeo se inspiră din guvernare din mai multe aspecte ale Fundației Apache, inclusiv dintr-un membru compus din persoane extrase din proiecte de fundație care sunt selectate pentru statutul de membru pe baza contribuției lor active la proiectele și guvernanța fundației.
Fundația urmărește obiective dincolo de dezvoltarea de software, cum ar fi promovarea unui acces mai deschis la datele geospațiale produse de guvern și geodate complet gratuite, cum ar fi cele create și întreținute de proiectul OpenStreetMap. Educația și formarea sunt, de asemenea, abordate. Diferite comitete din cadrul fundației lucrează la implementarea strategiilor.

## Guvernare
Fundația OSGeo este condusă de comunitate și are o structură organizațională formată din membri aleși și nouă directori, inclusiv președintele. Proiectele software au propria structură de guvernanță, în funcție de cerințe. vezi FAQ . Comunitatea OSGeo colaborează prin intermediul unui Wiki, Mailing List și IRC.

## Proiecte

Mai multe proiecte OSGeo pot comunica între ele și cu alte instrumente geografice.

Proiectele OSGeo includ:

### Biblioteci geospațiale
- FDO – API (C ++,. Net) între aplicația GIS și surse; pentru manipularea, definirea și analiza datelor geospațiale.
- GDAL/OGR – Bibliotecă între aplicația GIS și surse; pentru citirea și scrierea formatelor de date geospațiale raster (GDAL) și date vectoriale cu caracteristici simple (OGR).
- GeoTools – Set de instrumente GIS open source (Java); pentru a permite crearea clienților de vizualizare geografică interactivă.
- GEOS – Un port C ++ al Java Topology Suite (JTS), un model de geometrie.
- MetaCRS – Proiecții și tehnologii ale sistemului de coordonate, inclusiv PROJ.
- Orfeo ToolBox (OTB) – Instrumente open source pentru procesarea imaginilor din satelit și extragerea informațiilor.
- OSSIM Biblioteci extinse de procesare a imaginilor geospațiale cu suport pentru senzori de satelit și aerieni și formate de imagine comune.
- PostGIS – Extensii spațiale pentru baza de date PostgreSQL, permițând interogări geospațiale.

### Aplicații desktop
- QGIS – GIS desktop pentru vizualizarea, editarea și analiza datelor — Windows, Mac și Linux.
- GRASS GIS – GIS extensibil pentru procesarea și analiza imaginilor raster, vector topologic și date grafice.
- OSSIM – Biblioteci și aplicații utilizate pentru a procesa imagini, hărți, teren și date vectoriale.
- Marble – Glob virtual și atlas mondial.
- gvSIG – GIS desktop pentru captarea, stocarea, manipularea, analiza și implementarea datelor. Include editarea hărților.

### Cartografiere Web

#### Server
- MapServer – Motor rapid de cartografiere web pentru publicarea datelor și serviciilor spațiale pe web; scris în C.
- Geomajas – Software de dezvoltare pentru aplicații GIS bazate pe web și în cloud.
- GeoServer – Permite utilizatorilor să partajeze și să editeze date geospațiale. Scris în Java folosind GeoTools.
- deegree – cadru Java
- PyWPS – implementarea standardului OGC Web Processing Service, utilizând Python

#### Client
- GeoMoose – Cadrul JavaScript pentru afișarea datelor GIS distribuite.
- Mapbender – Framework pentru afișarea, suprapunerea, editarea și gestionarea serviciilor de hărți web distribuite folosind PHP și JavaScript.
- MapGuide Open Source – Platformă pentru dezvoltarea și implementarea aplicațiilor de cartografiere web și a serviciilor web geospațiale. Format de fișier nativ bazat pe Windows.
- MapFish – Cadru pentru construirea de aplicații bogate de cartografiere web bazate pe cadrul web Pylons Python.
- OpenLayers – bibliotecă AJAX (API) pentru accesarea straturilor de date geografice.

### Catalog de metadate
- GeoNetwork open source
- pycsw – Publicarea și descoperirea a metadatelor folosind Python.

### Sisteme de management al conținutului
- GeoNode

### Proiecte de sensibilizare
- Geo for All – Rețea de educatori care promovează geospațialul Open Source în întreaga lume.
- OSGeoLive – DVD bootabil, unitate USB de tip thumb sau Virtual Machine care conține toate software-urile OSGeo.
- OSGeo4W – o distribuție binară a unui set larg de software geospațial open source pentru Windows

### Proiecte retrasa
- Community MapBuilder

## Evenimente
OSGeo organizează o conferință anuală internațională numită FOSS4G - Software gratuit și open source pentru Geospatial. Începând cu anul 2006, acest eveniment a atras peste 1100 de participanți (Boston 2017) și tendința este de a crește acest număr în fiecare an. Este principalul loc de întâlnire și oportunitate de informare educațională pentru membrii OSGeo, susținători și noii veniți - să împărtășească și să învețe unul de la altul în prezentări, ateliere practice și o expoziție de conferință. Panglica FOSS4G, care face parte din fiecare siglă a evenimentului FOSS4G, simbolizează fluxul de idei, inovație și partajare în cadrul comunității geospațiale Open Source. Istoria evenimentului datează de la o întâlnire importantă față în față a celor trei fondatori originali ai evenimentului (Venkatesh Raghavan, Markus Neteler și Jeff McKenna), care s-au întâlnit inițial în Bangkok, Thailanda, în 2004, și au planificat să creeze o nouă anuală eveniment pentru întreaga comunitate geospațială Open Source, cu evenimentul numit „ FOSS4G ”; evenimentul ar continua să contribuie la schimbarea istoriei industriei geospațiale.
Există, de asemenea, multe evenimente regionale și locale care urmează această filozofie FOSS4G .

## Comunitate
Comunitatea OSGeo este compusă din participanți din întreaga lume. La data de 24 mai 2020 , au existat 35.176 de abonați unici la cele peste 384 de liste de distribuție OSGeo. La data de septembrie 2012, Proiectele OSGeo au fost construite pe peste 12,7 milioane de linii de cod contribuite de 657 de persoane care au trimis coduri, inclusiv 301 care au contribuit în ultimele 12 luni.

## Premiul Sol Katz
Premiul Sol Katz pentru software-ul Geospatial Free și Open Source (GFOSS) este acordat anual de OSGeo persoanelor care au demonstrat conducerea în comunitatea GFOSS. Beneficiarii premiului au contribuit semnificativ prin activitățile lor la promovarea idealurilor open source în domeniul geospațial.